# Maksimilijan Mihelčič
Maksimilijan Mihelčič (Laibach, 1905. július 29. – Zágráb, 1958. március 25.) jugoszláv válogatott szlovén labdarúgó, kapus, olimpikon.

## Pályafutása

### Klubcsapatban
1922 és 1924 között a ljubljanai ŽŠK Hermes, 1924 és 1934 között a Građanski Zagreb, 1934 és 1938 között a HŠK Šparta labdarúgója volt. A Građanski csapatával két jugoszláv bajnoki címet nyert.

### A válogatottban
1925 és 1931 között 18 alkalommal szerepelt a jugoszláv válogatottban. Részt vett az 1928-as amszterdami olimpián, ahol Portugália ellen már az első fordulóban búcsúzott a csapat.

### Edzőként
1945 és 1947 között a Dinamo Zagreb ifjúsági csapatának az edzője volt.

## Sikerei, díjai
Građanski Zagreb
- Jugoszláv bajnokság
  - bajnok (2): 1925–26, 1927–28

## Statisztika

### Mérkőzései a jugoszláv válogatottban
| Jugoszlávia | Jugoszlávia        | Jugoszlávia                     | Jugoszlávia   | Jugoszlávia | Jugoszlávia   | Jugoszlávia        | Jugoszlávia | Jugoszlávia |
| #           | Dátum              | Helyszín                        | Hazai         | Eredmény    | Vendég        | Kiírás             | Gólok       | Esemény     |
| ----------- | ------------------ | ------------------------------- | ------------- | ----------- | ------------- | ------------------ | ----------- | ----------- |
| 1.          | 1925. október 28.  | Prága, Slavia Stadion           | Csehszlovákia | 7 – 0       | Jugoszlávia   | barátságos         | -           |             |
| 2.          | 1926. május 30.    | Zágráb, HAŠK Stadion            | Jugoszlávia   | 3 – 1       | Bulgária      | barátságos         | -           |             |
| 3.          | 1926. június 28.   | Zágráb, Stadion Concordije      | Jugoszlávia   | 2 – 6       | Csehszlovákia | barátságos         | -           | 46'         |
| 4.          | 1927. május 10.    | Bukarest                        | Románia       | 0 – 3       | Jugoszlávia   | Sándor király-kupa | -           |             |
| 5.          | 1927. május 15.    | Szófia, Szlavija Stadion        | Bulgária      | 0 – 2       | Jugoszlávia   | barátságos         | -           |             |
| 6.          | 1927. július 31.   | Belgrád, SK Jugoslavija Stadion | Jugoszlávia   | 1 – 1       | Csehszlovákia | barátságos         | -           | 52'         |
| 7.          | 1927. október 28.  | Prága, Slavia Stadion           | Csehszlovákia | 5 – 3       | Jugoszlávia   | barátságos         | -           |             |
| 8.          | 1929. május 10.    | Bukarest                        | Románia       | 2 – 3       | Jugoszlávia   | barátságos         | -           |             |
| 9.          | 1929. május 19.    | Colombes, Olimpiai Stadion      | Franciaország | 1 – 3       | Jugoszlávia   | barátságos         | -           |             |
| 10.         | 1929. június 28.   | Zágráb, Stadion Concordije      | Jugoszlávia   | 3 – 3       | Csehszlovákia | barátságos         | -           |             |
| 11.         | 1929. október 6.   | Bukarest                        | Románia       | 2 – 1       | Jugoszlávia   | Balkán-kupa        | -           |             |
| 12.         | 1929. október 28.  | Prága, Slavia Stadion           | Csehszlovákia | 4 – 3       | Jugoszlávia   | barátságos         | -           |             |
| 13.         | 1930. január 26.   | Athén                           | Görögország   | 2 – 1       | Jugoszlávia   | Balkán-kupa        | -           |             |
| 14.         | 1930. május 4.     | Belgrád                         | Jugoszlávia   | 2 – 1       | Románia       | Sándor király-kupa | -           |             |
| 15.         | 1930. november 16. | Szófia, Szlavija Stadion        | Bulgária      | 0 – 3       | Jugoszlávia   | Balkán-kupa        | -           |             |
| 16.         | 1931. június 28.   | Zágráb                          | Jugoszlávia   | 2 – 4       | Románia       | Balkán-kupa        | -           |             |
| 17.         | 1931. október 2.   | Szófia (BUL)                    | Törökország   | 2 – 0       | Jugoszlávia   | Balkán-kupa        | -           |             |
| 18.         | 1931. október 4.   | Szófia, Junak Stadion           | Bulgária      | 3 – 2       | Jugoszlávia   | Balkán-kupa        | -           |             |
|             | Összesen           |                                 |               | 18          | mérkőzés      |                    | 0           | gól         |